# Calendario internazionale femminile UCI 2016
Il calendario internazionale femminile UCI 2016 raggruppa le competizioni femminili di ciclismo su strada organizzate dall'Unione Ciclistica Internazionale nella stagione 2016 e riservate alla categoria Elite. In calendario sono inserite 85 prove nei cinque continenti.

## Calendario

### Gennaio
| Data  | Prova                                                | Cat. | Vincitrice          | Squadra                               |
| ----- | ---------------------------------------------------- | ---- | ------------------- | ------------------------------------- |
| 9     | Gran Prix San Luis Femenino                          | 1.2  | Małgorzata Jasińska | ALÉ-Cipollini                         |
| 10-15 | Tour Femenino de San Luis (2016)                     | 2.1  | Katie Hall          | UnitedHealthcare Women's Cycling Team |
| 15-16 | Tour of Udon                                         | 2.2  | Jutatip Maneephan   |                                       |
| 16-19 | Santos Women's Tour                                  | 2.2  | Katrin Garfoot      | Orica-AIS                             |
| 17    | Udon Thani's 123rd Anniversary International Cycling | 1.2  | Jutatip Maneephan   |                                       |
| 21    | Campionati asiatici - Cronometro In linea (2016)     | CC   | Na Ah-reum          | Corea del Sud                         |
| 23    | Campionati asiatici - In linea (2016)                | CC   | Mayuko Hagiwara     | Giappone                              |
| 30    | Cadel Evans Great Ocean Road Race                    | 1.2  | Amanda Spratt       | Orica-AIS                             |

### Febbraio
| Data | Prova                                        | Cat. | Vincitrice           | Squadra                    |
| ---- | -------------------------------------------- | ---- | -------------------- | -------------------------- |
| 2-5  | Ladies Tour of Qatar (2016)                  | 2.1  | Trixi Worrack        | Canyon-SRAM Racing         |
| 23   | Campionati africani - Cronometro (2016)      | CC   | Vera Adrian          | Namibia                    |
| 25   | Campionati africani - In linea (2016)        | CC   | Vera Adrian          | Namibia                    |
| 27   | Omloop Het Nieuwsblad (2016)                 | 1.1  | Elizabeth Armitstead | Boels-Dolmans Cycling Team |
| 28   | Omloop van het Hageland - Tielt-Winge (2016) | 1.1  | Marta Bastianelli    | ALÉ-Cipollini              |

### Marzo
| Data | Prova                                    | Cat. | Vincitrice         | Squadra                     |
| ---- | ---------------------------------------- | ---- | ------------------ | --------------------------- |
| 2    | Le Samyn des Dames                       | 1.2  | Chantal Blaak      | Boels-Dolmans Cycling Team  |
| 3    | Massada-Arad                             | 1.2  | Shani Bloch        |                             |
| 3    | Campionati oceaniani - Cronometro (2016) | CC   | Katrin Garfoot     | Australia                   |
| 4    | Arava-Arad                               | 1.2  | Antri Christoforou |                             |
| 5    | Campionati oceaniani - In linea (2016)   | CC   | Shannon Malseed    | Australia                   |
| 5    | Dead Sea - Scorpion Pass                 | 1.2  | Antri Christoforou |                             |
| 13   | Drentse Acht van Westerveld              | 1.2  | Leah Kirchmann     | Team Liv-Plantur            |
| 30   | Pajot Hills Classic                      | 1.2  | Marianne Vos       | Rabo-Liv Women Cycling Team |

### Aprile
| Data  | Prova                                                                | Cat. | Vincitrice           | Squadra                               |
| ----- | -------------------------------------------------------------------- | ---- | -------------------- | ------------------------------------- |
| 2-3   | Vuelta Femenil Internacional                                         | 2.2. | Erika Varela         |                                       |
| 4     | Grand Prix de Dottignies                                             | 1.2  | Giorgia Bronzini     | Wiggle-High5                          |
| 6-10  | Energiewacht Tour                                                    | 2.2  | Ellen van Dijk       | Boels-Dolmans Cycling Team            |
| 8-10  | The Princess Maha Chackri Sirindhon's Cup - Women's Tour of Thailand | 2.2  | Yang Qianyu          |                                       |
| 12    | Durango-Durango Emakumeen Saria                                      | 1.2  | Megan Guarnier       | Boels-Dolmans Cycling Team            |
| 13-17 | Euskal Emakumeen Bira (2016)                                         | 2.1  | Emma Johansson       | Wiggle-High5                          |
| 16    | Omloop van de IJsseldelta                                            | 1.2  | Anna van der Breggen | Rabo-Liv Women Cycling Team           |
| 17    | Ronde van Gelderland                                                 | 1.2  | Katarzyna Niewiadoma | Rabo-Liv Women Cycling Team           |
| 21-24 | Joe Martin Stage Race                                                | 2.2  | Coryn Rivera         | UnitedHealthcare Women's Cycling Team |
| 23    | Omloop van Borsele (2016)                                            | 1.1  | Barbara Guarischi    | Canyon-SRAM Racing                    |
| 24    | Dwars door de Westhoek (2016)                                        | 1.1  | Christine Majerus    | Boels-Dolmans Cycling Team            |
| 25    | Gran Premio della Liberazione PINK                                   | 1.2  | Marta Bastianelli    | ALÉ-Cipollini                         |
| 28-1  | Gracia-Orlová                                                        | 2.2  | Olena Pavluchina     | BTC City Ljubljana                    |
| 29-1  | Festival Luxembourgeois du Cyclisme Féminin Elsy Jacobs (2016)       | 2.1  | Katarzyna Niewiadoma | Rabo-Liv Women Cycling Team           |
| 30    | The Women's Tour de Yorkshire Race                                   | 1.2  | Kirsten Wild         | Hitec Products                        |

### Maggio
| Data  | Prova                                        | Cat. | Vincitrice                | Squadra                        |
| ----- | -------------------------------------------- | ---- | ------------------------- | ------------------------------ |
| 4-8   | Silver City's Tour of the Gila               | 2.2  | Mara Abbott               | Wiggle-High5                   |
| 5-8   | Vuelta Internacional Femenina a Costa Rica   | 2.2  | Arlenis Sierra            |                                |
| 7     | 7-Dorpenomloop Aalburg                       | 1.2  | Marianne Vos              | Rabo-Liv Women Cycling Team    |
| 8     | Trofee Maarten Wynants                       | 1.2  | Lotte Kopecky             | Lotto-Soudal Ladies            |
| 11-13 | Tour of Zhoushan Island                      | 2.2  | Elena Kučinskaja          | Russia                         |
| 11    | Copa Federación Venezolana de Ciclismo       | 1.2  | Janildes Fernandes Silva  |                                |
| 12    | Clásico FVCiclismo Corre por la VIDA         | 1.2  | Danielys del Valle García |                                |
| 13-14 | 4.NEA                                        | 2.2  | Vita Heine                | Hitec Products                 |
| 14    | Gran Premio de Venezuela                     | 1.2  | Paola Muñoz               |                                |
| 15    | Grand Prix de Venezuela                      | 1.2  | Clemilda Fernandes        |                                |
| 19    | Campionati panamericani - Cronometro (2016)  | CC   | Sérika Guluma             | Colombia                       |
| 21    | Campionati panamericani - In linea (2016)    | CC   | Iraida García             | Cuba                           |
| 22    | Grand Prix Cham-Hagendorn                    | 1.2  | Lotta Lepistö             | Cervélo-Bigla Pro Cycling Team |
| 27    | La Classique Morbihan (2016)                 | 1.1  | Christine Majerus         | Boels-Dolmans Cycling Team     |
| 27    | Valkenburg Hills Classic (2016)              | 1.1  | Elizabeth Armitstead      | Boels-Dolmans Cycling Team     |
| 28    | Grand Prix de Plumelec-Morbihan Dames (2016) | 1.1  | Rachel Neylan             | Orica-AIS                      |
| 28    | Horizon Park Women Challenge                 | 1.2  | Tetjana Rjabčenko         | Inpa-Bianchi                   |
| 29    | VR Women ITT                                 | 1.2  | Valerija Kononenko        |                                |
| 29    | Gooik-Geraardsbergen-Gooik (2016)            | 1.1  | Gracie Elvin              | Orica-AIS                      |
| 30    | Winston-Salem Cycling Classic                | 1.2  | Rossella Ratto            | Cylance Pro Cycling            |

### Giugno
| Data  | Prova                                        | Cat. | Vincitrice             | Squadra                        |
| ----- | -------------------------------------------- | ---- | ---------------------- | ------------------------------ |
| 2     | Grand Prix Cycliste de Gatineau (2016)       | 1.1  | Kimberley Wells        | Colavita-Bianchi               |
| 3     | Chrono de Gatineau (2016)                    | 1.1  | Amber Neben            | BePink                         |
| 5     | Herselt Ladies Classic                       | 1.2  | Marianne Vos           | Rabo-Liv Women Cycling Team    |
| 10    | Ljubljana-Domžale-Ljubljana TT               | 1.2  | Ann-Sophie Duyck       | Topsport Vlaanderen-Etixx      |
| 11-12 | Auensteiner-Radsporttage                     | 2.2  | Ashleigh Moolman-Pasio | Cervélo-Bigla Pro Cycling Team |
| 12    | Flanders Diamond Tour (2016)                 | 1.1  | Jolien D'Hoore         | Wiggle-High5                   |
| 15    | O cenu hejtmanů Moravskoslezského kraje TT   | 1.2  | Martina Sáblíková      |                                |
| 18-19 | Giro del Trentino Alto Adige/Südtirol (2016) | 2.1  | Katarzyna Niewiadoma   | Rabo-Liv Women Cycling Team    |

### Luglio
| Data  | Prova                                                | Cat. | Vincitrice            | Squadra                        |
| ----- | ---------------------------------------------------- | ---- | --------------------- | ------------------------------ |
| 7-10  | Tour de Feminin-O cenu Českého Švýcarska             | 2.2  | Cecilie Uttrup Ludwig | Team BMS Birn                  |
| 10    | White Spot/Delta Road Race                           | 1.2  | Joëlle Numainville    | Cervélo-Bigla Pro Cycling Team |
| 13-17 | Tour de Bretagne Féminin                             | 2.2  | Arlenis Sierra        | Centre Mondial du Cyclisme     |
| 15-17 | BeNe Ladies Tour                                     | 2.2  | Jolien D'Hoore        | Wiggle-High5                   |
| 15-21 | Internationale Thüringen Rundfahrt der Frauen (2016) | 2.1  | Elena Cecchini        | Canyon-SRAM Racing             |
| 19-20 | Tour de Pologne Féminin                              | 2.2  | Jolanda Neff          | Servetto-Footon                |
| 20-24 | Cascade Cycling Classic                              | 2.2  | Tara Whitten          | The Cyclery-Opus               |

### Agosto
| Data  | Prova                        | Cat. | Vincitrice     | Squadra                     |
| ----- | ---------------------------- | ---- | -------------- | --------------------------- |
| 6     | Erondegemse Pijl - Erpe-Mere | 1.2  | Lucinda Brand  | Rabo-Liv Women Cycling Team |
| 7-14  | La Route de France (2016)    | 2.1  | Amber Neben    | BePink                      |
| 12-14 | Ladies Tour of Norway (2016) | 2.1  | Lucinda Brand  | Rabo-Liv Women Cycling Team |
| 21-24 | Trophée d'Or féminin         | 2.2  | Élise Delzenne | Lotto-Soudal Ladies         |
| 30-4  | Holland Ladies Tour (2016)   | 2.1  | Chantal Blaak  | Boels-Dolmans Cycling Team  |

### Settembre
| Data | Prova                                                  | Cat. | Vincitrice             | Squadra                            |
| ---- | ------------------------------------------------------ | ---- | ---------------------- | ---------------------------------- |
| 1-6  | Tour Cycliste Féminin International de l'Ardèche       | 2.2  | Flávia Oliveira        | Lares-Waowdeals Women Cycling Team |
| 6-9  | Belgium Tour (2016)                                    | 2.1  | Annemiek van Vleuten   | Orica-AIS                          |
| 9-11 | Premondiale Giro Toscana Int. Femminile                | 2.2  | Ashleigh Moolman-Pasio | Cervélo-Bigla Pro Cycling Team     |
| 11   | Chrono Champenois - Trophée Européen (2016)            | 1.1  | Katrin Garfoot         | Australia                          |
| 15   | Campionati europei - Cronometro (2016)                 | CC   | Ellen van Dijk         | Paesi Bassi                        |
| 17   | Campionati europei - In linea (2016)                   | CC   | Anna van der Breggen   | Paesi Bassi                        |
| 24   | Giro dell'Emilia Internazionale Donne (2016)           | 1.1  | Elisa Longo Borghini   | Wiggle-High5                       |
| 25   | Gran Premio Bruno Beghelli Internazionale Donne (2016) | 1.1  | Chloe Hosking          | Wiggle-High5                       |

### Ottobre
| Data | Prova                     | Cat. | Vincitrice       | Squadra                   |
| ---- | ------------------------- | ---- | ---------------- | ------------------------- |
| 23   | Chrono des Nations (2016) | 1.1  | Ann-Sophie Duyck | Topsport Vlaanderen-Etixx |

## Classifiche finali
Dati aggiornati al 31 dicembre 2016.
| Pos. | Corridore            | Squadra       | Punti  |
| ---- | -------------------- | ------------- | ------ |
| 1    | Megan Guarnier       | Boels-Dolmans | 1186   |
| 2    | Anna van der Breggen | Rabo-Liv      | 1063   |
| 3    | Emma Johansson       | Wiggle-High5  | 1013   |
| 4    | Marianne Vos         | Rabo-Liv      | 1011   |
| 5    | Elisa Longo Borghini | Wiggle-High5  | 983    |
| 6    | Elizabeth Armitstead | Boels-Dolmans | 959    |
| 7    | Katarzyna Niewiadoma | Rabo-Liv      | 930,33 |
| 8    | Leah Kirchmann       | Liv-Plantur   | 877,75 |
| 9    | Chantal Blaak        | Boels-Dolmans | 836    |
| 10   | Ellen van Dijk       | Boels-Dolmans | 737    |

| Pos. | Squadra                        | Punti   |
| ---- | ------------------------------ | ------- |
| 1    | Boels-Dolmans Cycling Team     | 3918    |
| 2    | Rabo-Liv Women Cycling Team    | 3622,83 |
| 3    | Wiggle-High5                   | 3196    |
| 4    | Cervélo-Bigla Pro Cycling Team | 2054    |
| 5    | Canyon-SRAM Racing             | 1993,25 |
| 6    | Orica-AIS                      | 1880,25 |
| 7    | Team Liv-Plantur               | 1472,25 |
| 8    | ALÉ-Cipollini                  | 1238    |
| 9    | Hitec Products                 | 1191    |
| 10   | BePink                         | 1114,34 |

| Pos. | Nazione       | Punti   |
| ---- | ------------- | ------- |
| 1    | Paesi Bassi   | 4323,75 |
| 2    | Stati Uniti   | 2900,5  |
| 3    | Italia        | 2652,25 |
| 4    | Australia     | 2221    |
| 5    | Polonia       | 1866,33 |
| 6    | Canada        | 1846,75 |
| 7    | Gran Bretagna | 1442    |
| 8    | Svezia        | 1406,75 |
| 9    | Germania      | 1346,75 |
| 10   | Francia       | 1111,67 |